# Padule di Suese e Biscottino
Padule di Suese e Biscottino este o arie protejată (arie specială de conservare — SAC, sit de importanță comunitară — SCI, arie de protecție specială avifaunistică — SPA) din Italia întinsă pe o suprafață de 144 ha, integral pe uscat.

## Localizare
Centrul sitului Padule di Suese e Biscottino este situat la coordonatele 43°35′30″N 10°21′59″E / 43.591667°N 10.366389°E.

## Înființare
Situl Padule di Suese e Biscottino a fost declarat sit de importanță comunitară în iunie 1995 pentru a proteja 33 de specii de animale. Alte tipuri de protecție:
- arie de protecție specială avifaunistică (în martie 2004)[2]
- arie specială de conservare (în mai 2016)[1][3][4]

## Biodiversitate
Situată în ecoregiunea mediteraneană, aria protejată conține 2 habitate naturale: Lacuri eutrofice naturale cu vegetație de tip Magnopotamion sau Hydrocharition, Pajiști umede mediteraneene cu ierburi înalte de Molinio-Holoschoenion.
La baza desemnării sitului se află mai multe specii protejate de  păsări (33): pescăruș albastru (Alcedo atthis), rață pitică (Anas crecca), rață mare (Anas platyrhynchos), gâscă cenușie (Anser anser), egretă mare (Ardea alba), stârc cenușiu (Ardea cinerea), stârc roșu (Ardea purpurea), stârc galben (Ardeola ralloides), rață roșie (Aythya nyroca), buhai de baltă (Botaurus stellaris), Bubulcus ibis, caprimulg (Caprimulgus europaeus), erete de stuf (Circus aeruginosus), erete vânăt (Circus cyaneus), erete cenușiu (Circus pygargus), dumbrăveancă (Coracias garrulus), prepeliță (Coturnix coturnix), egretă mică (Egretta garzetta), lișiță (Fulica atra), stârc pitic (Ixobrychus minutus), sfrâncioc roșiatic (Lanius collurio), grelușel-de-zăvoi (Locustella luscinioides), rață pestriță (Mareca strepera), stârc de noapte (Nycticorax nycticorax), ciuf-pitic (Otus scops), cormoran mare (Phalacrocorax carbo), Phoenicopterus ruber, ploier auriu (Pluvialis apricaria), corcodel mare (Podiceps cristatus), Spatula clypeata, rață cârâitoare (Spatula querquedula), călifar alb (Tadorna tadorna), fluierar de mlaștină (Tringa glareola)
Pe lângă speciile protejate, pe teritoriul sitului au mai fost identificate 4 specii de plante, 1 specie de păsări, 1 specie de reptile.